# Liste der Monuments historiques in Grancey-sur-Ource
Die Liste der Monuments historiques in Grancey-sur-Ource führt die Monuments historiques in der französischen Gemeinde Grancey-sur-Ource auf.

## Liste der Immobilien
| Bezeichnung                    | Beschreibung         | Standort               | Kennzeichnung | Schutzstatus | Datum | Bild           |
| ------------------------------ | -------------------- | ---------------------- | ------------- | ------------ | ----- | -------------- |
| Kirche Assomption-de-la-Vierge | 1833 bis 1837 erbaut | Rue de l’Eglise (Lage) | PA00112759    | Classé       | 1994  | weitere Bilder |